# Новое Домозерово
Новое Домозёрово — деревня в Череповецком районе Вологодской области.
Административный центр Югского сельского поселения (с 1 января 2006 года по 8 апреля 2009 года была центром Домозеровского сельского поселения) и Домозеровского сельсовета.
Расстояние до районного центра Череповца по автодороге — 25 км. Ближайшие населённые пункты — Старое Домозёрово, Озеро, Бурцево.
По переписи 2002 года население — 10000 человека (264 мужчины, 300 женщин). Преобладающая национальность — русские (94 %).